# めんたい☆キッド
めんたい☆キッド（1978年2月16日 - ）は、明太子をモチーフにした日本の元覆面レスラー。

## 経歴
初代タイガーマスク、獣神サンダー・ライガー、ウルティモ・ドラゴン に憧れてプロレスラーになることを志す。
九州産業大学在学中にプロレス研究会（現在はプロレス研究部に昇格）で学生プロレスを始める。
九州産業大学卒業後、プロレスラーになるため、メキシコへ渡り、闘龍門の12期生として入門。
2003年5月11日、メキシコでデビュー。
2004年　マスクマン・ガジャルドとなる。
2005年1月、日本に帰国。同年３月からみちのくプロレスに参戦。同月から、開催された「みちのくトリオリーグ戦～三傑」に「チームのりスタ」の一員、110・片上隊員として出場。
2006年２月　ドラゴンドアのリングで、引退式を行う。
2007年10月、九州プロレスに入団してリングネームを、めんたい☆キッドに改名。
2008年5月11日、九州プロレスシーメイト大会（プレ旗揚げ戦）で筑前りょう太とタッグを組んで対YOSHIYA&クワイエット・ストーム組戦で再デビュー。
2009年7月6日、九州プロレス旗揚げ戦で、筑前りょう太と組んで、火野裕士＆旭志織組とメインイベントで闘う。
2009年10月に開催された中量級トーナメント「おくんちカップ」で、決勝に進出するも、旭志織に敗れる。
2010年9月、旭志織とのシングル再戦で、勝利
2010年12月、「博多華味鳥杯1DAYタッグトーナメント」に、旭志織と組んで出場し、優勝。決勝で、筑前りょう太から初のフォール勝ちをおさめる。
2011年1月、筑前りょう太と初のシングルマッチを行うも、ギブアップ負け。
2012年、「最強九州男児決定トーナメント」に参戦。準決勝で、秀吉（玄海）に敗れる。
2013年9月、玄海が持つ九州プロレス王座に初挑戦するも、敗れる。
2014年10月、ＣＩＭＡとシングルマッチを戦うも、シュバインで敗れる。
2014年12月、「博多華味鳥杯1DAYタッグトーナメント」に、ビリーケン・キッドと組んで出場。決勝で、玄海＆阿蘇山組を破り、優勝。
2015年3月、玄海の持つ九州プロレス王座に2度目の挑戦をするも、敗れる。
2015年8月9日に開催された九州プロレス創立7周年記念大会において、玄海の持つ九州プロレス王座に3度目の挑戦。勝利して、第４代の九州プロレス選手権者となる。
2015年12月、「博多華味鳥杯1DAYタッグトーナメント」に、ばってん×ぶらぶらと組んで出場。優勝を果たす。
2016年1月10日、明太子の日に結婚式と披露宴を挙げる。
2016年1月31日、ばってん×ぶらぶらを相手に九州プロレス王座を防衛。
2017年7月、九州プロレス王者として、筑前りょう太と防衛戦。勝利をおさめタイトル防衛。
2018年1月、三原一晃を相手に九州プロレス王座の防衛戦を行うも、防衛に失敗。三原一晃が第５代王者となる。
2018年7月7日、福岡国際センターで開催された九州プロレス創立10周年記念大会において、第6代王者、玄海に挑戦するも敗れる。
2019年7 月14 日、九州プロレス11 周年大会のメインで、第7代九州プロレス王者である火野裕士に挑戦するも、王座奪取ならず。
2020 12 月13 日、「博多華味鳥杯1DAYタッグトーナメント」にアレハンドロと組んで出場。決勝で玄海＆真霜拳號組と対戦。試合中に足を負傷し、以後、欠場となる、
2021年 5 月3 日、欠場となったときと同一カード（めんたい☆キッド＆アレハンドロ組ｖｓ玄海＆真霜拳號組）で復帰戦。勝利をおさめる。
2021年7月5日、堀口元気＆横須賀亨の保持する九州プロレスタッグ王座に、アレハンドロと組んで挑戦。王座を奪取し、第9 代王者となる。
2021年8 月17 日、アレハンドロと保持する九州プロレスタッグ王座の返上を発表。アレハンドロがＮＯＡＨに参戦するため。
2021年12 月、「第1回グローカルタッグ・トーナメント」に野崎広大と組んで、決勝まで進むも、GAINA&のはしたろう組（みちのく）に敗退。準優勝に終わる。
2022年1 月、九州プロレスが東京初進出（新宿FACE)。
2022年7 月、GAINA&のはしたろうが保持する九州プロレスタッグ王座に、梶トマトと組んで挑戦。タイトル奪取に成功し、第11 代王者となる。
2022 年12 月、野崎広大と組んで「第2回グローカルタッグ・トーナメント」に出場するも、決勝で、HUB＆タイガースマスク組（大阪）に敗れ、準優勝。
2023 年1 月、梶トマトと保持する九州プロレスタッグ選手権をSUGI&RAICHO を相手に防衛戦。SUGI が梶をフォールして、防衛失敗。
2023年2 月5日、TAJIRI の持つ九州プロレス選手権に挑戦。王座を奪取し、第13 代王者となる。
2023年8 月6 日。九州プロレス15 周年記念大会のメインで、玄海、野崎広大との3 ウェイマッチで、防衛戦を行うも、防衛失敗。野崎広大が第14 代九州プロレス王者となる。
2024年6 月22 日、第15代九州プロレス王者の関本大介に挑戦するも敗れる。試合後、2025 年5 月中の引退を表明。
2025年5月11日、福岡大会の対玄海戦で引退。

## 得意技
めんたいスプラッシュ
最高級めんたいスプラッシュ
めんたい式高角度前方回転エビ固め
めんたいバスター
ファルコンアローと同型。
めんたいクラッチ
スリングブレイド

## 入場曲
- MENTAI☆KID This is the power song（SQ）作詞作曲  下本地崇

## タイトル歴
- 九州プロレス王座（第4代、第13代）最多防衛記録保持者（8回）最多通算防衛記録保持者（9回）
- 九州プロレスタッグ王座（第9代、第11代）最多戴冠保持者（2回）
- 博多華味鳥杯1DAYタッグトーナメント優勝（2009年、2010年、2014年、2015年）

## 舞台出演
- 黄昏のジャーマンスープレックスホールド（2012年6月22日） - 本人役